# Cosmo Gang: The Video
Cosmo Gang: The Video (コズモギャング・ザ・ビデオ?) è un videogioco arcade a schermata fissa pubblicato da Namco nel 1991. È basato sul gioco Cosmo Gangs del 1990.
Namco successivamente ha sviluppato una versione del gioco per SNES, pubblicata nel 1992. Questa versione è stata ripubblicata per la Wii il 4 agosto 2009; entrambe le versioni sono state pubblicate solo in Giappone.